# Johann Sense
Johann Sense (* 22. Juli 1890 in Rochlitz; † 19. Juni 1967 in Weimar) war ein deutscher Theaterschauspieler und Regisseur.

## Leben und Wirken
Nach der Schauspielausbildung in Jena und Wien debütierte er 1909. Er war zunächst in der späteren Tschechoslowakei auf einer Bühne tätig, die sein Vater Hermann Sense (1864–1920) leitete. Danach wechselte er nach Komotau, Freudenthal und Troppau. Nach Bildung des deutschen Reichsgaus Sudetenland war er von 1940 bis gegen Ende des Krieges 1945 am Stadttheater in Leitmeritz engagiert. Er ging danach in die Sowjetische Besatzungszone nach Zwickau, wo er bis 1954 als Theaterregisseur wirkte und im Anschluss an das Theater der Stadt Zeitz wechselte. Dort feierte er 1959 sein 50-jähriges Bühnenjubiläum. Er war mit Hermine Sense (1890–1971) verheiratet. Ihr Familiengrab befindet sich auf dem Hauptfriedhof in Weimar.